# 小滝香蓮
小滝香蓮（こたき かれん、1987年10月26日 - ）は、日本のグラビアアイドル、女優である。

## 人物
- 趣味は読書、映画鑑賞、特技は朗読[1]。
- 2015年から、睡蓮みどり名義でおもに映画作品で女優として活動を始める。

## 出演作品

### テレビ
- FTV『ホメられてピカル君』
- CSエンタ!371『デラコスっちゃお』
- CS/BS『ショップチャンネル』
- TVS『みたらしマンゴー』
- ANB『全力坂』
- CSエンタ371『アイ☆スタ!』レギュラー出演

### 雑誌・書籍
- 『SPA!』（扶桑社）
- 『GIRLY POWER!』（砦鹿社）
- 『フォトテクニック』（玄光社）
- 『EX MAX』（ぶんか社）
- 『BLACK BOX』（マイウェイ出版）
- 『フィギュア王』（ワールドフォトプレス）
- 『ドカント』インタビュー

### 舞台
- 『団鬼六・悦楽王〜『花と蛇』の作家〜』月蝕歌劇団
- 『怪盗ルパン／竹久夢二の双曲線』月蝕歌劇団
- 『クリスマスファンタジー〜冬の宴〜』朝倉薫演劇団
- 『プレイス』　AirStudio
- 『SAKURA』　AirStudio
- 『DNA360』　PROPAGANDASTAGENEXT

### ラジオ
- すまいるFM『Pleasure × Treasureのちょめ2ラジオ』
- WEBラジオ『シュール耳』（ゲスト切通理作）
- かつしかFM『村山ひとしのキャラリンっぱ!』

### WEB関連
- スーパーナイスボディ グラビア
- GOOMO『何でもアリタっ!』電エース（河崎実監督）
- LOVEDOLNETグラビア
- あっと驚く放送局『ガールズトレイン』

### DVD
- 『小滝かれん少尉の妄想』（ヒロインメディア）
- 『可憐な官能朗読』（Air Control）